# Tritheims chiffer

Tabula recta.

Tritheims chiffer är ett tabula recta-chiffer som skapades av den tyske författaren och munken Johan Tritheim. Det var också han som myntade det överordnade begreppet tabula recta (från latinets tabula rēcta, ungefär “rak tavla”), som utgörs av en kvadratisk alfabetstabell för kryptering, där respektive rad medför en förskjutning i förhållande till den föregående. 
Tritheims chiffer publicerades i Tritheims bok Polygraphia (1508), som ses som det första publicerade verket om kryptologi.
Chiffret bestod av en bokstavskvadrat med alfabetets 26 bokstäver i 26 rader, där bokstäverna försköts en position för varje rad, något som skapade 26 olika Caesarchiffer.

## Beskrivning
Tritheims polyalfabetiska chiffer är jämförbart med Leon Battista Albertis chifferskiva förutom att alfabetets bokstäver inte blandas huller om buller utan ordnade. Chiffret består av en bokstavskvadrat med de 26 bokstäverna i 26 rader, där varje rad är förskjuten ett steg åt vänster. Därigenom uppstår 26 olika caesarchiffer.
Problemet med chiffret är att bokstavsfrekvensen behålls. Om ”e” är den mest frekventa bokstaven i texten och chiffret är förskjutet tre steg, kommer ”h” att bli den mest frekventa bokstaven i den krypterade texten. Därför är denna typ av krypto lätt att knäcka.
1553 förbättrades Tritheims chiffer av Giovan Battista Bellaso till något som kom att kallas Vigenère-chiffret, namngett efter Blaise de Vigenère. I förbättringen tillförs en nyckel till kvadrat-tabellen, för att försvåra dekrypteringen.